# Порохов, Александр
Александр Порохов (4 февраля 1968) — советский и белорусский футболист, защитник.

## Биография
Дебютировал на взрослом уровне в 1985 году в составе «Гомсельмаша» (Гомель) во второй лиге СССР. Провёл в клубе два сезона, затем несколько лет не играл в соревнованиях мастеров, в том числе в этот период выступал в первенстве Белорусской ССР среди КФК за гомельский «ЗЛиН». В 1990 году вернулся в «Гомсельмаш», игравший тогда на уровне второй низшей лиги.
После распада СССР продолжил выступать за «Гомсельмаш» в высшей лиге Беларуси, в весеннем сезоне 1992 года его команда заняла последнее место. Летом 1992 года перешёл в «Ведрич» (Речица), с этим клубом в сезоне 1992/93 стал финалистом Кубка Беларуси. В середине сезона 1994/95 вернулся в гомельский клуб, носивший теперь название «Гомель», и по итогам сезона вылетел в первую лигу. В 1997 году перешёл в другой клуб из Гомеля — «ЗЛиН», с которым в том же сезоне занял третье место во второй лиге и следующий сезон провёл в первой лиге. В 30-летнем возрасте завершил профессиональную карьеру.
Всего в высшей лиге Беларуси сыграл 85 матчей.

## Достижения
- Финалист Кубка Беларуси: 1992/93